# Sosnowiec
Sosnowiec ([sɔˈsnɔvʲɛt͡s]ⓘ) es una ciudad industrial del sur de Polonia, que se encuentra ubicada en la región histórica de Zagłębie Dąbrowskie, en el voivodato de Silesia, en el centro del Área Industrial de Silesia Superior. Desde 2018, parte de la Metrópolis de Alta Silesia-Zagłębie.

## Historia
La primera mención histórica de pueblo Sosnowiec ocurrió en 1727. En 1795, debido a la tercera división de Polonia, el pueblo pasó a formar parte de Prusia. Posteriormente sufriría el paso de los ejércitos rusos en tiempos de Napoleón. En 1807 se unió al Gran Ducado de Varsovia creado por Napoleón I, y en 1815 pasó a formar parte de Rusia. Sosnowiec ganó el estatus de ciudad en 1902.
La Primera Guerra Mundial significó una gran destrucción para la ciudad. Durante la Segunda Guerra Mundial la localidad fue invadida por el ejército nazi en 1939, causando un gran exterminio en la población judía (entonces de 28000 judíos, el 22 % de la población).

## Población
Actualmente es la decimocuarta población más grande del país y la segunda en la provincia de Silesia tras Katowice. La ciudad es un importante centro industrial de Polonia. Es parte de la Unión Metropolitana de Alta Silesia, con una aglomeración urbana de 3 487 000 habitantes (2001). 
La industria del acero y otros minerales, así como fábricas para múltiples actividades, contribuyen al desarrollo económico de la ciudad.

## Ciudades hermanadas
- Casablanca - Marruecos
- Komárom - Hungría
- Les Mureaux - Francia
- Roubaix - Francia
- Suceava - Rumanía

## Principales monumentos

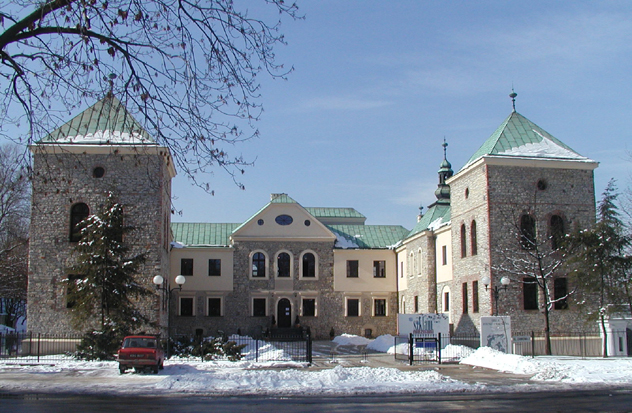
Castillo de Sielecki

La ciudad tiene los siguientes puntos de interés:
- Castillo de Sielecki construido en el siglo XV, el Zamek Sielecki.
- Palacio Dietel
- Palacio de Schön
- Palacio de Oskar Schön
- Catedral Basílica de la Asunción de la Santísima Virgen María
- Iglesia de San Joaquín, construida en 1848
- Iglesia ortodoxa de las Santas Fe, Esperanza, Caridad y su madre Sofía (Cerkiew Świętych Wiery, Nadziei, Luby i matki ich Zofii)
- Iglesia Evangélica
- Estación de tren Sosnowiec Główny

## Personajes notables
- Edward Gierek, político.
- Władysław Szpilman, pianista, protagonista de la película homónima de Roman Polański.
- Jan Kiepura, tenor
- Vladek Spiegelman , superviviente de Auschwitz  y padre del dibujante Art Spiegelman